# Laboratorium Dramatu
Laboratorium Dramatu – projekt o charakterze eksperymentalno-edukacyjnym działający w Teatrze Dramatycznym m.st. Warszawy.
Laboratorium łączy poszukiwania warsztatowe i teoretyczne ze sceniczną realizacją dramatów. Metoda działania polega na włączeniu w proces powstawania dramatu innych, poza autorem, osób: aktorów, reżyserów, specjalistów, widzów, a w proces powstawania spektaklu – autora. W kręgu zainteresowania LD znajduje się polska dramaturgia najnowsza, klasyka polska i światowa – interpretowana oraz tłumaczona na nowo.
Działania Laboratorium są wspierane finansowo przez Urząd Miasta Warszawy oraz Ministerstwo Kultury i Dziedzictwa Narodowego.

## Misja i cele projektu
Podstawowym celem Laboratorium Dramatu jest działalność edukacyjna i artystyczna na rzecz budowy otwartego społeczeństwa poprzez kierowanie młodych Polaków ku postawom rozumnym i nowoczesnym, krytyczną analizę problemów współczesnego świata, wyprowadzanie człowieka z wszelkich form alienacji, poszukiwanie tożsamości indywidualnej i zbiorowej; badanie tradycji i dziedzictwa narodowego, zapoczątkowywanie dialogu na temat patologii społecznych i kreowanie tych cech obywatelskich, które przekładają się na świadome wybory w życiu społecznym i osobistym. Do celów tych LD zamierza zbliżyć się poprzez szeroko pojętą działalność edukacyjną na polu zarówno humanistycznym, jak i artystycznym, opartym zarówno o standardy światowe, jak i o sprawdzoną tradycję polską; poprzez praktyczne warsztaty wspomagające rozwój dramaturgii i teatru; wreszcie promocję szeroko pojętą polskiej dramaturgii i wyrosłego z niej teatru oraz żywe uczestnictwo w projektach LD: dyskusje, konkursy, udział w programach edukacyjnych, które nie tylko mają wspomagać wrażliwość artystyczną uczestników, ale też pomagać w nauce kreatywnej pracy zespołowej, która może zaprocentować w ich późniejszym życiu, niezależnie od uprawianego zawodu.
Laboratorium Dramatu jest miejscem gdzie się przychodzi, słucha i zadaje pytania, gdzie każdy jest potrzebny do tego, by to pytanie zadać. Na równych prawach spotykają się aktor, autor, reżyser i widz. Ich spotkanie, pełnowartościowa wymiana myśli, są racją istnienia Laboratorium. To czym jest w polityce otwieranie granic, w technologii informacyjnej Internet, a w informatyce ruch open source, tym jest idea Laboratorium Dramatu, pozwalająca na to, aby w proces powstawania dramatu mogli włączać się wszyscy, którzy, czują się do tego powołani.

## Historia i opis działalności
Laboratorium Dramatu zostało założone w 2003 przez dramatopisarza Tadeusza Słobodzianka w Warszawie przy Teatrze Narodowym. Na początku działało pod egidą Towarzystwa Autorów Teatralnych, zrzeszającym dramaturgów młodego i średniego pokolenia m.in.: Tomasza Łubieńskiego, Marka Koterskiego, Feliksa Falka, Władysława Zawistowskiego, Andrzeja Saramonowicza, Marka Pruchniewskiego, Annę Burzyńską i Pawła Jurka; potem pod „Sztuką Dialogu” – Fundacji Tadeusza Słobodzianka na Rzecz Rozwoju Teatru i Dramatu, następnie funkcjonujący na Scenie Przodownik przy Olesińskiej 21 oraz w Teatrze Na Woli im. Tadeusza Łomnickiego. Obecnie Laboratorium Dramatu funkcjonuje w Teatrze Dramatycznym m.st. Warszawy.

### Trzy Laboratoria Dramatu
Od 2003 Laboratorium Dramatu zrealizowało trzy edycje projektu.
I Laboratorium Dramatu
Początkowy okres działalności projektu związany ze współpracą z Teatrem Narodowym od 2003 roku. Powstało w celu rozwijania i propagowania dramaturgii współczesnej. Pomysł na Laboratorium Dramatu powstał w czasie warsztatów „Sztuka Dialogu” w Domu Pracy Twórczej w Wigrach. Było odpowiedzią na propozycję powstania eksperymentalnej sceny, którą z inspiracji Jana Englerta Tadeusz Słobodzianek miał stworzyć w Teatrze Narodowym w Warszawie.
O projekcie pisał Leonard Neuger: Laboratorium Dramatu powstało w 2003 roku jako zwieńczenie wieloletnich doświadczeń Tadeusza Słobodzianka i jego współpracowników, ale też (i przede wszystkim) jako otwarcie nowych perspektyw. Po pięciu latach działalności Laboratorium można i należy o nim mówić jako o dojrzałym projekcie, bardzo płodnej idei i ewenemencie na skalę europejską o niezwykłej doniosłości. Koncepcją Laboratorium jest teatr jako Spotkanie w wielu tego słowa znaczeniach. Po pierwsze, jest to miejsce, ruchome miejsce przełamywania samotności, spotkania z innymi w sensie generacji, profesji, doświadczeń, umiejscowienia społecznego itp. Po drugie, jest to miejsce powstawania dramatu, zatem spotkania autora-dramaturga z teatrem: reżyserem, aktorami, producentem, jednym słowem z innością teatru, ale też przeciwnie, teatru z innością autora. Po trzecie, jest to spotkanie, które stawia zasadnicze pytania o dzisiejsze doświadczenia na tyle wspólne (społecznie doniosłe, dotkliwe/dotykające, wypierane ze świadomości itp) by spotkanie było możliwe, i na tyle zależne od wrażliwości, otwartości i inności każdego z uczestników, by spotkanie było ważnym wydarzeniem dla uczestników-jego współtwórców.
II Laboratorium Dramatu
Ten okres działalności projektu związany był ze współpracą ze Sceną Przodownik przy Olesińskiej 21 w Warszawie od 2008 roku. Po zakończeniu współpracy z Teatrem Narodowym w Warszawie, Laboratorium Dramatu korzystało przez krótki czas z przestrzeni klubokawiarni Chłodna 25, klubu Le Madame i Studia Buffo. Później znalazło swoją siedzibę przy ul. Olesińskiej 21 w piwnicy służącej za magazyn mebli biurowych, którą przerobiono na scenę teatralną.
W Laboratorium Dramatu w latach 2003–2009 powstała baza danych zawierająca ponad 700 sztuk teatralnych 150 autorów, powstał portal internetowy (www.labodram.pl) – obecnie już nieaktywny, odbyło się ponad 60 edycji czytań w Laboratorium Dramatu i sześć warsztatów „Sztuka Dialogu”, przygotowano wiele prapremier, m.in. takich sztuk jak Tiramisu Joanny Owsianko (reż. Aldona Figura, 2005), Przylgnięcie Piotra Rowickiego (reż. Aldona Figura, 2008), Cukier Stanik Zyty Rudzkiej (reż. Gabriel Gietzky, 2010), Sex machine Tomasz Mana (reż. Adam Nalepa, 2011), Allegro moderato Szymona Bogacza (reż. Krzysztof Rekowski, 2011). Premierom często towarzyszyły dyskusje i spory, niektóre dramaty poddawano w ich wyniku gruntownym przeróbkom.
W 2010 roku przy Laboratorium Dramatu założono Kabaret na Koniec Świata, w którym występowali aktorzy Teatru Dramatycznego. Program kabaretu prezentowany był na Scenie Przodownik, a później także w telewizji.
III Laboratorium Dramatu
III Laboratorium rozpoczęło działalność w sezonie 2017/2018 w Teatrze Dramatycznym m.st. Warszawy jako projekt dramaturgiczno-edukacyjny promujący współczesną, polską i zagraniczną dramaturgię. Laboratorium realizowane było w formie otwartych, cotygodniowych czytań wybranych sztuk z publicznością. W czytaniach opatrzonych dyskusjami poświęconymi omawianym dramatom udział wzięli etatowi aktorzy Teatru Dramatycznego m.st. Warszawy, zapraszani reżyserzy oraz autorzy sztuk. Dyskusje prowadzone były m.in. przez Annę Wakulik, Wojciecha Majcherka, Jacka Wakara, Wiesława Kowalskiego. Podczas III edycji Laboratorium Dramatu dodatkowo cyklicznie czytane były sztuki zakwalifikowane do międzynarodowego projektu „Fabulamundi. Dramaturgia w Europie: Ponad granicami?”, którego partnerem w latach 2017–2020 był Teatr Dramatyczny.
W ostatnich latach czytania w Laboratorium Dramatu reżyserowali między innymi Daria Kopiec, Marcin Liber, Aldona Figura, Franciszek Szumiński.
W 2020 roku w związku z pandemią koronawirusa Laboratorium Dramatu rozpoczęło cykl projekcji nagrań czytań i spektakli, które były udostępniane widzom za darmo w Internecie. Laboratorium Dramatu kontynuowało też organizację spotkań i dyskusji, które także zostały przeniesione w tryb zdalny. W tym samym roku w Laboratorium zorganizowano także cyklu czytań sztuk białoruskich „Białoruś: Stan wyjątkowy!” podczas którego zaprezentowano na żywo i online cztery sztuki współczesnych autorów z Białorusi: Kruk z Tower Andrieja Iwanowa (obecny w repertuarze Teatru Dramatycznego), Skrzywdzeni. Białoruś Andrieja Kuriejczyka, Penaty Timofieja Ilijewskiego oraz Dożyć do premiery. Komedia w dwóch aktach Nikołaja Rudkowskiego. Organizowano też cykle czytań tematycznych: poświęconych sytuacji Kościoła, współczesnej dramaturgii węgierskiej, twórczości Tadeusza Różewicza z okazji 100. rocznicy urodzin poety, sztuk nagrodzonych w konkursie dramaturgicznym „Pod pretekstem” organizowanym przez ZAiKS.
W 2021 roku z okazji rocznicy urodzin Moliera w Laboratorium Dramatu odbyły się również czytania trzech jego sztuk (Tartuffe albo Szalbierz, Chory z urojenia, Mieszczanin Szlachcicem).

## Inicjatywy

### Czytania
W ramach Laboratorium Dramatu odbyło się ponad 300 edycji czytań dramatów. Czytania realizowane są od początku istnienia Laboratorium Dramatu do chwili obecnej. Prezentowane są zarówno polskie i zagraniczne dramaty współczesne, jak i klasyka polskiej i światowej dramaturgii. Czytania odbywają się pod różnymi hasłami tematycznymi – wśród cykli zrealizowanych są m.in. „Lektury Lektora”, „Stwarzanie Świata”, „Potępieni za wiarę”, „Toksyczna rodzina antyczna”, „Ogród księgi”, „Wokół ognia”, „Zapomniane w baśni”.

### Szkoła Dramatu
Szkoła Dramatu (działająca w latach 2008–2012) przygotowywała do zawodu dramaturga, rozumianego zarówno jako autor piszący dla teatru, jak i osoba zajmująca się dramaturgicznym opracowaniem tekstów. Zajęcia były skierowane do studentów i absolwentów wyższych uczelni. Szkoła Dramatu oferowała podyplomowe roczne studium na prawach kursu, działające w Laboratorium Dramatu w Warszawie od 2008 roku. Celem Szkoły było praktyczne rozwijanie rzemiosła dramatopisarskiego i dramaturgicznego, poszerzanie znajomości dramaturgii, umiejętności konstruowania dramatu, budowania postaci i języka scenicznego. Wykładowcami i wykładowczyniami Szkoły Dramatu byli między innymi: Janusz Głowacki, Tadeusz Słobodzianek, Izabella Cywińska, Jerzy Juk-Kowarski, Jagoda Hernik-Spalińska, Michał Walczak, Artur Żmijewski czy Roman Pawłowski.
Szkoła Dramatu była też organizatorem otwartych, odpłatnych warsztatów (Klas Mistrzowskich) z uznanymi, zagranicznymi artystami i artystkami: Catherine Grosvenor, Rebeccą Lenkiewicz, Adriano Shapilinem, Markiem Ravenhillem i Nikołajem Koladą.

### Letni Przegląd Laboratorium Dramatu
W latach 2004–2006, a następnie 2010-2012 Laboratorium Dramatu organizowało Letni Przegląd Laboratorium Dramatu w ramach którego odbywały się pokazy spektakli podsumowujące rok pracy instytucji oraz dyskusje i spotkania. W czasie II edycji przeglądu rozmowy po spektaklach prowadzili znani pisarze, publicyści, naukowcy i politycy między innymi Agnieszka Graff, Cezary Michalski, Adam Michnik, Janusz Korwin-Mikke, Sławomir Sierakowski. W czasie pięciu edycji wydarzenia publiczność mogła zapoznać się z twórczością dramatopisarską między innymi: Iwana Wyrypajewa, Szymona Bogacza, Magdy Fertacz, Michała Walczaka, Piotra Rowickiego, Maliny Prześlugi, Tadeusza Słobodzianka, Zyty Rudzkiej.

### Sztuka Dialogu
Sztuka Dialogu to cykl warsztatów organizowanych między 2003 a 2010 rokiem w Domu Pracy Twórczej w Wigrach. Udział mogli wziąć młodzi dramaturdzy, reżyserzy, a w późniejszych latach także aktorzy i wolontariusze. W ramach Sztuki Dialogu zrealizowano 6 warsztatów – trzy pierwsze nosiły tytuł Sztuka Dialogu na Wigrami i były poświęcone dramatowi współczesnemu, kolejne zatytułowano: Sztuka Dialogu z Szekspirem, Sztuka Dialogu w Lublinie, Sztuka Dialogu z Historią oraz Sztuka Dialogu z Kościołem.

### Spektakle
Wiele tekstów, które miały swoje czytania w ramach Laboratorium Dramatu zostało następnie wystawionych na scenie. Laboratorium Dramatu odpowiada za realizację ponad trzydziestu przedstawień teatralnych (m.in. Malabo Tadeusza Słobodzianka w reż. Ondreja Spišáka, Biedny Ja, Suka i Jej Nowy Koleś Michała Walczaka w reżyserii Piotra Jędrzejasa, Cukier Stanik Zyty Rudzkiej w reżyserii Gabriela Gietzkiego, Amazonia Michała Walczaka w reżyserii Agnieszki Glińskiej). Teksty, które miały swoje czytania w Laboratorium Dramatu były też wystawiane w wielu innych teatrach w całej Polsce.